# Боливия на летних Олимпийских играх 2004
Боливия принимала участие в Летних Олимпийских играх 2004 года в Афинахе (Греция) в одиннадцатый раз за свою историю, но не завоевала ни одной медали. Сборную страны представляли 7 человек: 4 мужчины и 3 женщины.

## Состав сборной
Боливийцы состязались в 5 видах спорта:
| Вид спорта      | Мужчины | Женщины | Всего |
| --------------- | ------- | ------- | ----- |
| Лёгкая атлетика | 1       | 1       | 2     |
| Гимнастика      | 0       | 1       | 1     |
| Дзюдо           | 1       | 0       | 1     |
| Стрельба        | 1       | 0       | 1     |
| Плавание        | 1       | 1       | 2     |
| Total           | 4       | 3       | 7     |

Самой юной участницей сборной была 15-летняя гимнастка Мария Хосе де ла Фуэнте, она стала первой гимнасткой из Боливии, выступившей на Олимпиаде.
Самой старшей участницей стала 30-летняя пловчиха Катерин Морено, для которой это были уже третьи Олимпийские игры.
Знаменосцем была Хеована Ируста, для неё это тоже была третья Олимпиада.

## Результаты

### Лёгкая атлетика
мужчины
| Спортсмен        | Соревнование | Отборочный | Отборочный     | Полуфинал     | Полуфинал      | Финал         | Финал         |
| Спортсмен        | Соревнование | Время      | Место в группе | Время         | Место в группе | Время         | Место         |
| ---------------- | ------------ | ---------- | -------------- | ------------- | -------------- | ------------- | ------------- |
| Фадрике Иглесиас | 800 метров   | 1:51.87    | 8              | не участвовал | не участвовал  | не участвовал | не участвовал |

женщины
| Спортсменка    | Соревнование            | Результат | Результат |
| Спортсменка    | Соревнование            | Время     | Место     |
| -------------- | ----------------------- | --------- | --------- |
| Хеована Ируста | Ходьба на 20 километров | 1:38:36   | 41        |

### Дзюдо
Соревнования проходили с 14 по 20 августа.
Хуан Хосе Пас выступал в категории до 66 кг, в 1/32 проиграл (0103-0000, ваза-ари) австралийцу Хиту Янгу и выбыл из соревнований.

### Стрельба
Соревнования прошли с 14 по 22 августа. В квалификационных соревнованиях спортсмены выполняли 6 серий по 10 выстрелов. В финал выходило 8 спортсменов, показавших лучший результат.
| Спортсмен           | Соревнование                       | Квалификация | Квалификация | Квалификация | Квалификация | Квалификация | Квалификация | Квалификация | Квалификация | Финал         | Финал         |
| Спортсмен           | Соревнование                       | Серии        | Серии        | Серии        | Серии        | Серии        | Серии        | Очки         | Место        | Очки          | Место         |
| Спортсмен           | Соревнование                       | 1            | 2            | 3            | 4            | 5            | 6            | Очки         | Место        | Очки          | Место         |
| ------------------- | ---------------------------------- | ------------ | ------------ | ------------ | ------------ | ------------ | ------------ | ------------ | ------------ | ------------- | ------------- |
| Рудольф Книхненбург | пневматический пистолет, 10 метров | 94           | 82           | 90           | 94           | 92           | 96           | 548          | 47           | не участвовал | не участвовал |

### Плавание
Соревнования проходили в водном центре Афинского олимпийского спортивного комплекса. В них приняли участие 937 спортсменов из 152 стран.
мужчины
| Спортсмен          | Соревнование        | Отборочный | Отборочный | Полуфинал     | Полуфинал     | Финал         | Финал         |
| Спортсмен          | Соревнование        | Время      | Место      | Время         | Место         | Время         | Место         |
| ------------------ | ------------------- | ---------- | ---------- | ------------- | ------------- | ------------- | ------------- |
| Маурисио Пруденсио | 50 м вольным стилем | 24.82      | =58        | не участвовал | не участвовал | не участвовал | не участвовал |

женщины
| Спортсменка    | Соревнование  | Отборочный | Отборочный | Полуфинал      | Полуфинал      | Финал          | Финал          |
| Спортсменка    | Соревнование  | Время      | Место      | Время          | Место          | Время          | Место          |
| -------------- | ------------- | ---------- | ---------- | -------------- | -------------- | -------------- | -------------- |
| Катерин Морено | 100 м брассом | 1:18.25    | 41         | не участвовала | не участвовала | не участвовала | не участвовала |

### Гимнастика
Соревнования по гимнастике прошли с 14 по 29 августа.
Мария Хосе де ла Фуэнте выступала по программе многоборья. В личном многоборье заняла 61-е место среди 98 гимнасток, набрав по сумме четырёх упражнений 32,649 балла. Лучший результат показала в опорном прыжке (8,625), высшую позицию заняла в вольных упражнениях (75-е место).